# Enyedi Béla (mérnök)
Enyedi Béla (Budapest, 1885. január 21. – Budapest, 1945. február 15.) magyar mérnök, statikus, a vasbetonépítés egyik magyarországi úttörője.

## Élete
Enyedi (Engel) Antal (1844–1928) államhivatalnok és Markovics Ida (1858–1936) gyermekeként született zsidó családban. Középiskolai tanulmányait a Budapesti V. Kerületi Állami Főreáliskolában végezte (1894–1902). 1906-ban a József Műegyetemen szerzett mérnöki oklevelet, és a MÁV munkatársa lett. 1910-ben műszaki doktorátust szerzett. 1913-tól 1914-ig a Betonszemle c. folyóirat szerkesztője volt, majd 1918-ban önálló tervezőirodát nyitott.
Egyaránt jelentős elméleti és gyakorlati munkássága is, mindkét területen újszerű elgondolások és megoldások fűződnek a nevéhez. Grafikus módszert dolgozott ki a statikailag többszörösen határozatlan szerkezetek erőjátékának meghatározására, amit a számítási eljárásokkal együtt alkalmazott. A tartórács-elmélet kialakításában és gyakorlati alkalmazásában is úttörő munkát végzett. Számos gyárépületet tervezett, illetve nevéhez fűződik az aradi pályaudvar és a szombathelyi víztorony vasbetonszerkezete, az első hazai acélvázas lakóépület (1930) és az első hegesztett tetőszerkezet is. Számos tanulmányt publikált, melyek közül több németül és franciául is megjelent. 1949 februárjában holttá nyilvánították.
Felesége Guttmann Malvin (1892–1944) volt, Guttmann Mór és Stotter Gizella lánya.

## Főbb művei
- Vonórudas és oszlopaikkal mereven összekötött födémszerkezetek grafikus szilárdsági vizsgálata (Budapest, 1917)
- Lakóházak vas tetőszerkezete és lemezfedése (Budapest, 1929)
- Tabellen zur Lösung der Bogenkonstruktionen (1929)
- Vasbeton és vasvázas épületek (Budapest, 1930)
- Tableaux pour solution de construction en arc à deux articulation (Paris, 1934)